# Borlești (Fehér megye)
Borlești, falu Romániában, Erdélyben, Fehér megyében.

## Fekvése
Csertés (Certege) mellett fekvő település.

## Története
Borleşti korábban Csertés része volt. 1956 körül vált külön 331 lakossal.
1966-ban 249, 1977-ben 202, 1992-ben 141, 2002-ben pedig 100 román lakosa volt.